# Addy (Vorname)
Addy ist ein weiblicher und männlicher Vorname.

## Herkunft und Bedeutung
Der weibliche Name ist die englische Verkleinerungsform von Adelaide. Varianten sind Addie und Delia.
Als männlicher Name ist er die englische mittelalterliche Verkleinerungsform von Adam.

## Bekannte Namensträgerinnen

### Weiblich
- Addy Townsend (* 1997), kanadische Mittelstreckenläuferin (800-Meter-Distanz)

### Männlich
- Addy Engels (* 1977), niederländischer Radrennfahrer
- Addy-Waku Menga (* 1983), kongolesischer Fußballspieler